# Nesher
Nesher (hebreiska: נשר) är en ort i Israel.   Den ligger i distriktet Haifa, i den norra delen av landet. Nesher ligger 125 meter över havet och antalet invånare är 21 245.
Terrängen runt Nesher är kuperad åt sydväst, men åt nordost är den platt. Runt Nesher är det mycket tätbefolkat, med 1 956 invånare per kvadratkilometer. Närmaste större samhälle är Haifa, 7,8 km nordväst om Nesher. Runt Nesher är det i huvudsak tätbebyggt.